# Phrynocephalus salenskyi
Phrynocephalus salenskyi är en ödleart som beskrevs av  Jacques von Bedriaga 1907. Phrynocephalus salenskyi ingår i släktet Phrynocephalus och familjen agamer. Inga underarter finns listade i Catalogue of Life.